# Gromin
Gromin (prononciation : [ˈɡrɔmin]) est un village polonais de la gmina de Pułtusk dans le powiat de Pułtusk de la voïvodie de Mazovie dans le centre-est de la Pologne.
Il se situe à environ 6 kilomètres au nord-ouest de Pułtusk (siège de la gmina et du powiat) et à 58 kilomètres au nord de Varsovie (capitale de la Pologne).
Le village compte approximativement une population de 240 habitants en 2007.

## Histoire
De 1975 à 1998, le village appartenait administrativement à la voïvodie de Ciechanów.